# Юркшас, Арунас
Арунас Юркшас (лит. Arūnas Jurkšas; род. 3 мая 1972, Юрбаркас) — литовский легкоатлет, специалист по метанию копья. Выступал на профессиональном уровне в 1991—2004 годах, многократный чемпион Литвы, призёр ряда крупных международных турниров, бывший рекордсмен страны, участник летних Олимпийских игр в Сиднее.

## Биография
Арунас Юркшас родился 3 мая 1972 года в городе Юрбаркас, Литовская ССР.
Начал заниматься лёгкой атлетикой в 1983 году у тренера Альгирдаса Гениса, с 1991 года проходил подготовку под руководством заслуженного мастера спорта СССР Бируте Викторовны Каледене.
Окончил Паневежскую спортивную школу-интернат и Литовскую академию физического воспитания (2002).
В 1992 году впервые одержал победу на чемпионате Литвы в зачёте метания копья, в последующие годы регулярно выигрывал национальное первенство — в общей сложности становился чемпионом страны 11 раз. Также семь раз обновлял национальный рекорд в данной дисциплине.
В 1996 году в составе литовской сборной стал третьим во Второй лиге Кубка Европы в Таллине.
В 1998 году выступил на чемпионате Европы в Будапеште, в финал не вышел.
В 1999 году среди прочего метал копьё на чемпионате мира в Севилье.
В июле 2000 года на соревнованиях в финском Пихтипудасе показал свой наивысший результат в карьере — 82,24 метра (на то время национальный рекорд Литвы). Выполнив олимпийский квалификационный норматив, удостоился права защищать честь страны на летних Олимпийских играх в Сиднее — здесь на предварительном квалификационном этапе метнул копьё на 73,05 метра, чего оказалось недостаточно для выхода в финал.
В 2001 году выиграл серебряную медаль на Играх франкофонов в Оттаве.
В 2003 году в последний 11-й раз стал чемпионом Литвы в программе метания копья.
Завершил активную спортивную карьеру по окончании сезона 2004 года, однако впоследствии ещё неоднократно принимал участие в различных легкоатлетических турнирах в качестве любителя.